# Maria Tomé de Araujo
Maria Tomé de Araujo est une femme politique santoméenne, membre du Mouvement pour les forces de changement démocratique - Parti libéral. Elle est ministre du Travail, de la Solidarité, des Femmes et de la Famille sous Rafael Branco puis nommée ministre de la Santé et de Affaires sociales par un décret du président Manuel Pinto da Costa mis en place le 21 janvier 2014.